# Julius Thomson
Julius Alexander Thomson (Toronto, Ontario, 4 de setembre de 1882 – Kenora, Ontario, 26 d'octubre de 1940) va ser un remer canadenc que va competir a començaments dels segle xx.
El 1908 va prendre part en els Jocs Olímpics de Londres, on guanyà la medalla de bronze en la competició del vuit amb timoner del programa de rem.